# Myotis sicarius
Myotis sicarius är en fladdermusart som beskrevs av Thomas 1915. Myotis sicarius ingår i släktet Myotis och familjen läderlappar. IUCN kategoriserar arten globalt som sårbar. Inga underarter finns listade i Catalogue of Life.
Denna fladdermus förekommer i östra Nepal och i angränsande områden av Indien. Den lever i bergstrakter som ligger ungefär 1350 meter över havet. Arten vistas i bergsskogar.